# Jay Ratliff
(en) Statistiques sur pro-football-reference
Jeremiah J. Ratliff (né le 29 août 1981 à St. Petersburg) est un joueur américain de football américain.

## Enfance
Ratliff fait ses études à la Lowndes High School de Valdosta en Géorgie où il joue au football américain, basket-ball et athlétisme. Il est nommé parmi les meilleurs joueurs de l'État de Géorgie et reçoit une mention honorable du magazine USA Today après qu'il a reçu quarante-six passes pour 701 yards et sept touchdowns.

## Carrière

### Université
Il entre à l'université d'Auburn et joue avec les Tigers. Les premiers matchs de Ratliff le voient jouer au poste de tight end avant d'être changé au poste de defensive end la saison suivante. Lors de sa dernière saison universitaire, il change une nouvelle fois de poste, adoptant celui de defensive tackle, saison où il remporte le titre de champion de la conférence SEC après avoir battu l'université de Virginia Tech 13-0 au Sugar Bowl.

### Professionnel
Jay Ratliff est sélectionné au septième tour du draft de la NFL de 2005 par les Cowboys de Dallas au 224e choix. Le premier match de Jay en NFL est le 2 octobre 2005 contre les Raiders d'Oakland où il fait un sack, aidé par son coéquipier Scott Shanle. La semaine suivante, il joue son premier match comme titulaire contre les Eagles de Philadelphie mais il se blesse le 1er novembre et est inactif pendant une grande partie de la saison.
En 2006, il joue quinze matchs, faisant dix tacles, quatre sacks, sept pressions sur quarterback, une passe déviée et un fumble récupéré. En 2007, il devient le nose tackle titulaire après la blessure de Jason Ferguson ; au vu de ses bons résultats, la franchise du Texas lui propose une prolongation de contrat de cinq ans le 14 décembre 2007 de 20,5 millions de dollars dont huit millions de prime à la signature. Lors de la saison 2008, il fait 7,5 sacks, trente-trois tacles, et est sélectionné pour la première fois au Pro Bowl. Après la saison 2010, il est voté comme titulaire dans la ligne défensive pour le Pro Bowl.

## Palmarès
- Champion de la conférence SEC en 2004
- Pro Bowl 2008, 2009 et 2010
- Nommé dans l'équipe de la saison (All-Pro) 2009.